# Alfons Deloor
Alfons Deloor (Bois-d’Haine, 3 de junho de 1910 – Malinas, 23 de março de 1995). Foi um ciclista belga, profissional entre 1929 e 1940 cujos maiores sucessos desportivos obteve-os na Volta a Espanha onde obteve uma vitória de etapa na edição de Volta a Espanha de 1936 ficando segundo na classificação geral depois do seu irmão Gustaaf Deloor, e na clássica Liège-Bastogne-Liège.
Era irmão do também ciclista Gustaaf Deloor.

## Palmarés
1934
- 1 etapa na Volta à Catalunha

1936
- 2º na Volta a Espanha, mais 1 etapa

1938
- Liège-Bastogne-Liège

1939
- Grande Prêmio Stad Sint-Niklaas

## Resultados nas grandes voltas
| Corrida            | 1929 | 1930 | 1931 | 1932 | 1933 | 1934 | 1935 | 1936 | 1937 | 1938 | 1939 | 1940 |
| ------------------ | ---- | ---- | ---- | ---- | ---- | ---- | ---- | ---- | ---- | ---- | ---- | ---- |
| Giro d'Italia      | -    | -    | -    | -    | -    | -    | -    | -    | 31º  | -    | -    | -    |
| Tour de France     | -    | -    | -    | -    | 27º  | -    | -    | -    | -    | -    | -    | -    |
| Volta a Espanha    | X    | X    | X    | X    | X    | X    | 6º   | 2º   | X    | X    | X    | X    |
| Mundial em Estrada | -    | -    | -    | -    | -    | -    | -    | -    | -    | -    | X    | X    |